# 国民懇話会
社団法人国民懇話会（こくみんこんわかい）は、かつて存在した内閣府所管の社団法人。諸分野の人々の交流の場を設け、民主政治の推進に貢献する事を目的とし、講演・討論会の開催や機関紙｢ひろば｣の発行を主な事業とする。

## 処分公告
法人設立許可取り消し処分公告
「社団法人国民懇話会は、正当の理由なく引き続き3年以上事業を行なっていないので、民法（明治29年法律第89号）第71条後段の規定により、その設立の許可を取り消す。
平成18年1月6日 内閣総理大臣小泉純一郎」

## 組織概要
- 所在：東京都杉並区西荻北3-17-5-104
- 設立：1961年9月2日
- 会長：中村武彦